# Georg Felsheim
Georg Felsheim ist ein deutscher Diplomat. Er ist seit August 2024 Botschafter in Algerien und leitet als solcher die Botschaft Algier.

## Laufbahn
Felsheim absolvierte von 1981 bis 1986 nach seinem Abitur  in Gütersloh und dem Wehrdienst bei der Panzertruppe in Augustdorf das Studium der Rechtswissenschaft an den Universitäten Freiburg und Köln. Seit 1982 ist er Mitglied der katholischen Studentenverbindung KDStV Hercynia Freiburg im Breisgau im CV. Von 1987 bis 1990 schloss sich der juristische Vorbereitungsdienst am Landgerichts Freiburg an. Er war gleichzeitig wissenschaftlicher Assistent und Lehrbeauftragter im Institut für Öffentliches Recht, Abteilung Völker- und Europarecht, der Universität Freiburg. Von 1990 bis 1992 besuchte er das Ecole Nationale d’Administration (ENA), Paris.
Von 1992 bis 1993 nahm Felsheim an der Attachéausbildung in der Akademie Auswärtiger Dienst teil.
Nach einer ersten kurzen Verwendung im Grundsatzreferat Völkerrecht der Zentrale des Auswärtigen Amts wurde er von 1994 bis 1998 mit der Leitung des Referats für Rechts- und Konsularaufgaben der Botschaft Ankara, Türkei, betraut.
Von 1998 bis 2001 folgte eine Tätigkeit in der politischen Abteilung der Botschaft Paris. Zurück in der Zentrale des Auswärtigen Amts, nun in Berlin, war er zunächst Referent, dann bis zum Jahr 2007 stellvertretender Referatsleiter in der Europaabteilung. Es folgte bis 2010 eine Verwendung als Mitglied der Antici-Gruppe und stellvertretender Leiter der Politischen Abteilung in der Ständigen Vertretung bei der Europäischen Union in Brüssel.
Von 2010 bis 2014 war Felsheim in das Bundeskanzleramt versetzt, wo er als Referatsleiter die Koordinierung der Europapolitik der Bundesregierung und Fragen der Europäischen Institutionen verantwortete. Aus dem Kanzleramt erfolgte eine weitere Versetzung zur Dienstleistung bei der Organisation für wirtschaftliche Zusammenarbeit und Entwicklung (OECD) in Paris, wo er für zwei Jahre im persönlichen Büro (Kabinett) des Generalsekretärs eingesetzt wurde.
Von 2016 bis 2020 wechselte er zurück in den Geschäftsbereich des Auswärtigen Amts und wurde Gesandter und ständiger Vertreter des Leiters der Botschaft Paris. In dieser Funktion oblag ihm auch die Leitung der politischen Abteilung. Anschließend war er bis 2024 in gleicher Funktion ständiger Vertreter des Botschafters in Tunesien.
Seit August 2024 ist Felsheim Botschafter in Algerien.